# Picramnia sellowii
Picramnia sellowii är en tvåhjärtbladig växtart. Picramnia sellowii ingår i släktet Picramnia och familjen Picramniaceae.

## Underarter
Arten delas in i följande underarter:
- P. s. sellowii
- P. s. spruceana